# Thies Kaspareit
Thies Kaspareit (né le 1er février 1964 à Oldenbourg en Holstein) est un cavalier allemand de concours complet.

## Carrière
Après avoir prouvé son talent en étant troisième en 1983 et deuxième en 1984 du championnat allemand junior, il est cinquième en 1987 et sixième en 1988 du championnat adulte. Kaspareit est sélectionné pour les Jeux olympiques d'été de 1988 comme remplaçant ; il rejoint l'équipe quand le cheval de Wolfgang Mengers meurt.
L'équipe allemande à Séoul comprend Claus Erhorn, Matthias Baumann, Ralf Ehrenbrink et Thies Kaspareit. Alors qu'Ehenbrink est disqualifié, Kaspareit termine avec Sherry avec 94,80 points d'erreur neuvième du classement individuel et remporte avec Erhorn et Baumann la médaille d'or olympique au classement par équipe.
Au cours de sa carrière, Kaspareit est à l'école de sport de la Bundeswehr à Warendorf. Depuis sa fondation en 1998, il est le directeur de l'Académie allemande du cheval, dont l'objectif est de fournir des connaissances scientifiques sur les chevaux et les sports équestres. Au début de l'année 2012, l'Académie est dissoute et ses biens vont au département « Éducation et science » (anciennement « Formation ») de la Fédération Équestre Allemande. Kaspareit occupe le poste de directeur, remplaçant Christoph Hessdans le domaine de la formation.